# Xã Barr, Quận Cambria, Pennsylvania
Xã Barr (tiếng Anh: Barr Township) là một xã thuộc quận Cambria, tiểu bang Pennsylvania, Hoa Kỳ. Năm 2010, dân số của xã này là 2.056 người.